# 烈風!!獣機隊二〇三
『烈風!!獣機隊二〇三』（れっぷう じゅうきたい203）は、石川賢による日本の漫画作品。

## 概要
「コミックガイズ」（学研）1994年24号から1995年2号まで3話分を連載した後、同年12号から16号まで再度連載された。
明治37年（1904年）の日露戦争を舞台に、田村少佐率いる特殊科学兵器部隊の破天荒な活躍を描いた作品である。

## 登場人物

### 特殊科学兵器部隊
田村（たむら）
大日本帝国陸軍少佐。下の名前は「ジュンゾー」（漢字表記は不明）。帝国大学工学科を首席で卒業。海外留学の経験もあり、海軍では日本初の軍艦を造ろうとした。
明晰な頭脳と兵士の命を駒として使い捨てる非情さを併せ持ち、独自の兵器学で新しい兵器を開発する。
竜王 玉三郎（りゅうおう たまさぶろう）
大日本帝国陸軍曹長。海軍で機関士をしていた頃、友人を自殺に追い込んだ上官を半殺しにした。そのため銃殺されるところだったが、田村に助けられる。
佐木（さき）
大日本帝国陸軍伍長（最終話では“上等兵”表記）。忍者の家系。
赤羽（あかばね）
特殊科学兵器部隊の一員。実家が風呂屋であるため、蒸気機関の釜炊き役に抜擢される。
山田（やまだ）
眼鏡をかけた青年。トーチカに突撃した歩兵隊の中にいたが、後に特殊科学兵器部隊の一員となる。

### 日本軍
児玉 源太郎（こだま げんたろう）
大日本帝国陸軍参謀長。田村を海軍から引き抜いた張本人。実在の人物。
山倉（やまくら）
大日本帝国陸軍少将。「戦争は気合」の精神論を持論とする。
大木（おおき）
大日本帝国陸軍参謀。
山瀬（やませ）
大日本帝国陸軍曹長。物語冒頭に登場し、命をかけて旅順要塞の見取り図や写真等を入手した。

### ロシア軍
アドラ・ヒィシュター
ロシアの兵器学者。その戦闘理論は、いかに無駄無く大量に人を殺すかという物である。田村とは浅からぬ因縁を持つ。
イズブォラスキー
ロシア軍将軍。
ジンスキー
ロシア軍中尉。

## 用語
特殊科学兵器部隊
田村や竜王が所属する部隊。竜王は「日本陸軍第四特殊部隊」と名乗っていた。様々な兵器開発を行なっており、旅順のトーチカ攻略や財宝探索任務において、蒸気機関で動く巨大な人型変形ロボット兵器（正式名称は不明）を運用した。
ボドロフ
ヒィシュターが開発した巨大ロボット。竜王たちの乗るロボットよりも大きい。

## 単行本
- GSコミックススペシャル（学研） ISBN 978-4056011210
- アクションコミックス（双葉社） ISBN 978-4575937336
GSコミックススペシャル版のみ、巻末にラフスケッチ集が収録されている（アクションコミックス版には未収録）。